# 穆罕默德·阿里·萨利姆
穆罕默德·阿里·萨利姆（Mohammed Ali Salim，1935年—）是一名利比亚政治人物，他是目前利比亚最年长的国会议员，他于2012年8月8日开始代理利比亚国民议会主席一职。8月9日，利比亚全国阵线党领导人穆罕默德·馬賈里亞夫被选为主席。